# Nasser al-Shaer
Nasser al-Shaer (Sebastia, 1961) es exministro de Educación de la Autoridad Nacional Palestina (ANP), cargo al que accedió como parlamentario de Hamás. También fungió como primer ministro suplente en el gabinete previo. Después de que Hamás ganase las elecciones parlamentarias de 2006 y tomase el control de la franja de Gaza, la ANP exigió la renuncia de todos sus ministros, entre ellos al-Shaer.

## Carrera académica y política
Shaer tiene un doctorado en Religiones Comparadas por la Universidad de Mánchester (Reino Unido), donde su tesis fue un estudio comparativo del rol de la mujer en el islam y el judaísmo. Más tarde, en 1998, trabajó como investigador sobre religión y democracia con énfasis en la historia de EE. UU. en la Universidad de Nueva York.
En 2001, al-Shaer fue nombrado rector de la facultad de Ley Islámica (Shari'a) en la Universidad Nacional An-Najah, en Nablus. Ha publicado varios libros y ensayos sobre el género, la globalización, el proceso de paz y los derechos humanos dentro de una educación religiosa.
En marzo de 2006 fue nombrado ministro de Educación y primer ministro suplente de la Autoridad Nacional Palestina.

## Primer arresto
El 19 de agosto de 2006, al-Shaer fue arrestado en su hogar en Ramala por las Fuerzas de Defensa de Israel, y está considerado uno de los funcionarios de Hamás de más rango detenidos por Israel durante el conflicto Israel-Gaza de 2006. El 27 de septiembre de 2006, al-Shaer fue liberado sin cargos, después de que una corte militar demostrase que no había pruebas suficientes contra él para justificar su arresto.

## Segundo arresto
El 23 de mayo de 2007, al-Shaer fue arrestado otra vez en su hogar en Nablus durante una serie de incursiones nocturnas del ejército israelí en relación con los cohetes Qassam disparados contra Israel por Hamás desde la Franja de Gaza. Fue uno de los 33 funcionarios de Hamás (incluyendo alcaldes y legisladores) que fueron arrestados durante estas incursiones. Fue liberado sin cargos cuatro meses después.